# دانة الصياغ
دانة فايز الصياغ، إعلامية أردنية. بدأت عملها الصحفي في قناة الجزيرة في الدوحة عام 1997، ثم انتقلت إلى قناة العربية في دبي قبيل انطلاقتها لتساهم في تأسيس وتدشين عدد من برامجها الإخبارية الرئيسية.

## عملها
إضافة إلى عملها في قناتي الجزيرة والعربية ، عملت الصياغ مديرة للأخبار والبرامج الإخبارية في قناة ATV الأردنية الخاصة بين عامي 2005 و 2007. ترأست بعد ذلك المكتب الإعلامي للملكة رانيا العبدالله حتى عام 2012. وفي عام 2013 ساهمت في تأسيس وإطلاق قناة العرب الإخبارية من البحرين، حيث كانت مديرة للأخبار والبرامج في القناة. تحمل شهادة البكالوريوس في التاريخ الإسلامي ودراسات الشرق الأوسط من جامعة تورونتو/ كندا. وشغلت منصب الرئيس التنفيذي لـ قناة المملكة الإخبارية حتى نهاية يونيو 2024.